# 下北条駅
下北条駅（しもほうじょうえき）は、鳥取県東伯郡北栄町北尾にある西日本旅客鉄道（JR西日本）山陰本線の駅である。

## 歴史
- 1915年（大正4年）3月10日：鉄道院山陰本線上井駅（現・倉吉駅） - 由良駅間に新設[1]。客貨取扱開始[1]。
- 1972年（昭和47年）2月10日：貨物・荷物扱い廃止[2]、無人駅化[3]。
- 1987年（昭和62年）4月1日：国鉄分割民営化に伴い、西日本旅客鉄道（JR西日本）の駅となる[1]。
- 1993年（平成5年）3月頃：乗車駅証明書発行機設置、使用開始[4]。

## 駅構造
島式ホーム1面2線を有する列車交換可能な地上駅。1線スルー化はされておらず、駅舎側のりばに鳥取方面列車が、反対側ののりばに米子方面列車が発着する。また、ホームと駅舎は米子方にある構内踏切で連絡している。鳥取鉄道部管理の無人駅。駅舎内に自動券売機が設置されている。

### のりば
| のりば | 路線     | 方向 | 行先           |
| ------ | -------- | ---- | -------------- |
| 1      | 山陰本線 | 上り | 倉吉・鳥取方面 |
| 2      | 山陰本線 | 下り | 浦安・米子方面 |

※2017年3月時点でホーム上にのりば番号標が整備されている。

## 利用状況
| 1日乗降人員推移 | 1日乗降人員推移 |
| 年度            | 1日平均人数     |
| --------------- | --------------- |
| 2011年          | 157             |
| 2012年          | 169             |
| 2013年          | 169             |
| 2014年          | 174             |
| 2015年          | 178             |
| 2016年          | 132             |
| 2017年          | 149             |
| 2018年          | 140             |
| 2019年          | 136             |
| 2021年          | 136             |

## 駅周辺
- 北条郵便局
- 鳥取銀行
- 北条湯原道路北栄IC
- 国道313号
- 鳥取県道201号上井北条線
- 鳥取県道250号亀谷北条線
- 鳥取県道320号羽合東伯線

## 隣の駅
西日本旅客鉄道（JR西日本）
 山陰本線
■快速「とっとりライナー」・■普通
倉吉駅 - 下北条駅 - 由良駅